# لويز كوكس (مهندسة معمارية)
لويز كوكس (بالإنجليزية: Louise Cox)‏ هي مهندسة معمارية أسترالية، ولدت في 1939.